# أندريا غينتايل
أندريا غينتايل (بالإيطالية: Andrea Gentile)‏ هو لاعب كرة قدم إيطالي، ولد في 9 فبراير 1980 في أوستا في إيطاليا. شارك مع منتخب إيطاليا تحت 15 سنة لكرة القدم ومنتخب إيطاليا تحت 16 سنة لكرة القدم. أما مع النوادي، فقد لعب مع أولبيا كالسيو 1905 ونادي بادوفا ونادي تريستينا ونادي تورينو ونادي كروتوني ونادي مسينا ونادي مونزا ويوفنتوس.

## وصلات خارجية
- أندريا غينتايل على موقع قاعدة بيانات كرة القدم.إي يو (الإنجليزية)
- أندريا غينتايل على موقع عالم كرة القدم.نت (الإنجليزية)